# Winds of Change (Jefferson Starship)
Winds of Change è un album in studio del gruppo rock statunitense Jefferson Starship, pubblicato nel 1982.

## Tracce
Side A
1. Winds of Change – 3:52 (testo: Jeannette Sears – musica: Pete Sears)
2. Keep on Dreamin' – 5:00 (testo: Craig Chaquico – musica: Chaquico)
3. Be My Lady – 3:50 (testo: J. Sears – musica: P. Sears)
4. I Will Stay – 3:56 (testo: J. Sears – musica: P. Sears)
5. Out of Control – 2:53 (testo: Paul Kantner, China Wing Kantner, Grace Slick – musica: Kantner)

Side B
1. Can't Find Love – 4:48 (testo: Grace Slick, Monica Clemans, Mickey Thomas, Chaquico – musica: Chaquico)
2. Black Widow – 4:59 (testo: Chaquico, Grace Slick – musica: Chaquico)
3. I Came Back From the Jaws of the Dragon – 5:57 (testo: Kantner – musica: Kantner)
4. Quit Wasting Time – 5:01 (testo: J. Sears – musica: P. Sears)

## Formazione
- Grace Slick – voce
- Mickey Thomas – voce
- Paul Kantner – chitarra, voce
- Aynsley Dunbar – batteria, percussioni
- Craig Chaquico – chitarra
- David Freiberg – voce, basso, tastiera, organo, sintetizzatore
- Pete Sears – basso, piano, sintetizzatore, tastiera